# Geranium columbinum
El pie de paloma (Geranium columbinum) es una especie de la familia de las geraniáceas.

## Taxonomía
Geranium columbinum fue descrita por Carlos Linneo y publicado en Species Plantarum 2: 682. 1753.
Etimología
Geranium: nombre genérico que deriva del griego:  geranion, que significa "grulla", aludiendo a la apariencia del fruto, que recuerda al pico de esta ave.
columbinum: epíteto latino que significa "de paloma".
Sinonimia
- Geranium columbinum var. diffusum Picard
- Geranium columbinum var. holopetalum Griseb.
- Geranium columbinum f. montanum Porcius ex Panțu
- Geranium diffusum Picard
- Geranium malvaceum Burm.f.
- Geranium pallidum Salisb.
- Geranium roseocaeruleum Gilib.[4]